# Selbstfürsorge
Selbstfürsorge (auch: Selbstsorge, englisch „Self Care“) ist der Prozess, sich auf physischer und psychischer Ebene um seine eigene Gesundheit zu kümmern. Hierzu zählen unter anderem Ernährung, Schlaf, Körperpflege, soziale Interaktionen, Sport sowie Erholung. Regelmäßige Selbstfürsorge ist sowohl für gesunde Menschen im Sinne der Gesundheitsförderung wichtig, wird aber erst wesentlich bei physischen und psychischen Beschwerden und Krankheiten im Sinne von Prävention und der Aufrechterhaltung der Lebensqualität.

## Ursprung und Geschichte
Obwohl der Name eher auf den Ursprung in jüngerer Zeit schließen lässt, kann man die Ursprünge bis zurück in die griechische Antike zu Sokrates bestimmen. Vor dem 20. Jahrhundert war Selbstfürsorge noch stark an Wohlstand gebunden. Erst danach wurde sie allmählich auch für die Mittelschicht erschwinglich.
In den Schriften Der Gebrauch der Lüste,  Die Sorge um sich und dem kürzeren Beitrag Die Ethik der Sorge um sich als Praxis der Freiheit von Michel Foucault wird die antike Selbstsorge als alternative Form des freiheitlichen Selbstverhältnisses analysiert: Die Selbstsorge ist eine asketische Praxis, in der das Subjekt durch ständige Selbstreflexion eine eigene Tugend entwickelt, anhand derer es sich selbst regieren kann (Foucault 1984, S. 877ff.). Selbsterkenntnis im platonischen Sinne und die (stoische) Ausrüstung mit Wahrheiten und Vorschriften dienen der eigenständigen Formulierung von Verhaltensprinzipien, mit deren Hilfe das Subjekt sich selbst regiert (vgl. ebd., S. 881ff.). Damit unterscheidet sich die Foucaultsche Konzeption der Selbstsorge drastisch von der spätmodernen Verwendung im Sinne der "Self Care": Foucault spricht von einer ethischen Selbstregierung, die "Self Care" bezieht sich auf das geistige und körperliche Wohlbefinden.

## Beeinflussende Faktoren

### Unterstützende Faktoren
Es gibt zahlreiche Faktoren, welche die Selbstfürsorge unterstützen, unter anderem:
- Motivation durch menschlichen Kontakt und Empathie
- Maßgeschneiderte Interventionen
- Unterstützendes soziales Umfeld
- Erleichterte Kommunikation mit sozialem Umfeld und medizinischem Fachpersonal
- kompetenzorientierte Herangehensweisen um Selbstfürsorge-Fähigkeiten zu bilden
- Routine[7]

### Hindernde Faktoren
Bei den hindernden Faktoren handelt es sich um Faktoren die einen Mangel an Selbstfürsorge stabilisieren bzw. eine Verbesserung erschweren:
- Bindung an ungesunde Angewohnheiten. Dies kann über das soziale Umfeld sein.
- Mangel an Motivation zur Änderung
- Schwierigkeiten, gesunde Angewohnheiten langfristig beizubehalten

Selbstfürsorge kann die Investition von Geld erfordern, beispielsweise in Form von Urlauben, höherwertigen Lebensmitteln, oder Nutzung von Beratungsangeboten. Andere Möglichkeiten wie soziale Unternehmungen, Breitensportarten oder Meditation sind auch mit geringen Mitteln erreichbar. Trotzdem erfordern auch diese frei verfügbare und planbare Zeit, Fahrtkosten für Besuche oder initiale Kosten wie Sportkleidung. Daher steht Selbstfürsorge oft in dem Ruf, ein Thema für Wohlhabende zu sein. Hier ist es besonders wichtig, Angebote auch für Menschen mit geringem Einkommen aufzuzeigen. Diese Menschen können in besonderem Maße davon profitieren, Ausgleich zu Stressfaktoren wie beruflicher und finanzieller Unsicherheit zu finden.

## Auswirkungen
Eine 2018 an psychosozialen Fachkräften durchgeführte Studie zeigte, dass ein Seminar zum Thema Selbstfürsorge das Ausmaß an Erschöpfung der Teilnehmer reduzieren kann. Die Veränderungen konnten sowohl 6 Wochen, als auch 3 Jahre nach der Seminarteilnahme nachgewiesen werden.